# 岩田義文
岩田 義文（いわた よしふみ、1939年5月4日 - 2022年8月27日）は、平成期の実業家。元イビデン社長。岐阜県揖斐郡谷汲村（現・揖斐川町）出身。
イビデンの社長は前任の遠藤優までは、ほとんどが営業出身であったが、岩田は技術系出身者である。これは、当時のイビデンが技術開発を重要視していたこと、新製品の積極的開発が計画されていたため、技術系出身者の社長が望まれていたからという。
社長退任後は社団法人中部経済連合会、社団法人岐阜県経営者協会などで活躍していた。

## 略歴
- 1958年（昭和33年）3月：岐阜県立揖斐高等学校普通科卒業。
- 1962年（昭和37年）3月：岐阜大学工学部卒業。
- 1962年（昭和37年）4月:揖斐川電気工業（現・イビデン）入社。主に技術開発に携わる。
- 1985年（昭和60年）6月：取締役就任。
- 1989年（平成元年）6月：常務取締役就任。
- 1993年（平成5年）6月：専務取締役就任。
- 1997年（平成9年）8月：代表取締役副社長就任。
- 1999年（平成11年）6月：代表取締役社長就任（2005年からは執行役員を兼任）。
- 2007年（平成19年）4月：代表取締役会長就任[1]。
- 2008年（平成20年）4月：藍綬褒章受章[2]
- 2014年（平成26年）6月：相談役に就任。
- 2019年（令和元年）6月：最高顧問に就任。
- 2022年（令和4年）8月27日：肺炎により死去[3]。